# نورمان كالندر
نورمان كالندر (بالإنجليزية: Norman Callender)‏ (9 يونيو 1924 في المملكة المتحدة - 1990 في المملكة المتحدة) هو لاعب كرة قدم بريطاني (وحمل سابقاً جنسية المملكة المتحدة لبريطانيا العظمى وأيرلندا) في مركز نصف الجناح. لعب مع هوردن كوليري ولفير ‏ ودارلينجتون إف سى.